# Adenosindifosfat
Adenosindifosfat eller ADP är ett ämne som medverkar i de flesta energiutvinnande processer i ämnesomsättningen. Det fungerar som energibärare när det tillförs en extra fosforgrupp och bildar ATP och är avgörande för energiflödet i levande celler. ADP består av tre viktiga strukturella komponenter: en sockerstomme bunden till adenin och två fosfatgrupper bundna till ribosens 5-kolatom. Difosfatgruppen av ADP är bunden till 5-'kolet i sockerstommen, medan adenin fäster vid 1'-kolet.

## Bioenergetik
ADP-cykling levererar den energi som behövs för att utföra arbete i ett biologiskt system, den termodynamiska processen att överföra energi från en bärare till en annan. Det finns två typer av energi: potentiell energi och kinetisk energi. Potentiell energi kan ses som lagrad energi eller användbar energi som är tillgänglig för att utföra arbete. Kinetisk energi är ett objekts energi som ett resultat av dess rörelse. Betydelsen av ATP ligger i dess förmåga att lagra potentiell energi i fosfatbindningarna. Energin som lagras mellan dessa bindningar kan sedan överföras för att utföra arbete. Till exempel orsakar överföringen av energi från ATP till proteinet myosin en konformationsförändring vid anslutning till aktin under muskelkontraktion. 

Cykeln för syntes och nedbrytning av ATP; 1 och 2 representerar utgång respektive inmatning av energi.

Det krävs flera reaktioner mellan myosin och aktin för att effektivt producera en muskelkontraktion, och därför krävs tillgången på stora mängder ATP för att producera varje muskelkontraktion. Av denna anledning har biologiska processer utvecklats för att producera effektiva sätt att fylla på den potentiella energin från ATP från ADP.
Att bryta en av ATP:s fosforbindningar genererar cirka 30,5 kilojoule per mol ATP (7,3 kcal). ADP kan omvandlas eller drivas tillbaka till ATP genom processen att frigöra den kemiska energi som finns tillgänglig i livsmedel. Hos människor sker detta ständigt via aerob andning i mitokondrierna. Växter använder fotosyntetiska vägar för att omvandla och lagra energi från solljus, även omvandling av ADP till ATP. Djur använder den energi som frigörs vid nedbrytningen av glukos och andra molekyler för att omvandla ADP till ATP, som sedan kan användas för att driva nödvändig tillväxt och cellunderhåll.

## Aktivering av blodplättar
Under normala förhållanden cirkulerar små skivformade blodplättar fritt i blodet och utan interaktion med varandra. ADP lagras i täta kroppar inuti blodplättar och frigörs vid trombocytaktivering. ADP interagerar med en familj av ADP-receptorer som finns på blodplättar (P2Y1, P2Y12 och P2X1), vilket leder till trombocytaktivering.
- P2Y1-receptorer initierar trombocytaggregation och formförändring som ett resultat av interaktioner med ADP.
- P2Y12-receptorer förstärker ytterligare svaret på ADP och drar fram slutförandet av aggregering.

ADP i blodet omvandlas till adenosin genom verkan av ecto-ADPaser, vilket hämmar ytterligare trombocytaktivering via adenosinreceptorer.